# Zatoka Taujska
Zatoka Taujska (ros. Тауйская губа, Taujskaja guba) – zatoka położona w północnej części Morza Ochockiego, wzdłuż wybrzeży Rosji, w obwodzie magadańskim. Powierzchnia zatoki wynosi 10 400 km2, ma 75 km długości i od 120 do 130 km szerokości, jej średnia głębokość wynosi od 40 do 50 m, a maksymalne głębokości nie przekraczają 100 m. Wybrzeże zatoki, bardziej strome w części wschodniej, jest urozmaicone przez liczne mniejsze zatoki (m.in. Zatokę Nagajewa). Pływy morskie w zatoce są nieregularne, półdobowe, osiągają do 5 metrów wysokości. Przy wejściu do zatoki znajdują się wyspy Spafariewa i Zawiałowa. Do zatoki uchodzą rzeki Tauj, Jana, Armań i Ola. U wybrzeży zatoki leży miasto Magadan.